# 굿바이 마이 라이프
《굿바이 마이 라이프》(Captains Courageous)는 미국에서 제작된 빅터 플레밍 감독의 1937년 모험, 드라마 영화이다. 러디어드 키플링의 동명의 소설을 바탕으로 제작되었다. 프레디 바소로미우 등이 주연으로 출연하였고 루이스 D. 라이튼 등이 제작에 참여하였다. 《소년과 바다》라는 제목으로도 알려져 있다.

## 출연

### 주연
- 프레디 바소로미우
- 스펜서 트레이시

### 조연
- 라이오넬 베리모어
- 멜빈 더글라스
- 찰리 그레이프
- 미키 루니
- 존 캐러딘
- 오스카 오쉐아
- 잭 라 루
- 월터 킹스포드
- 도널드 브릭스
- 샘 맥다니엘
- 빌 버러드

## 기타
- 원작자: 러디어드 키플링
- 미술: 세드릭 기븐스